# 久保ケ丘

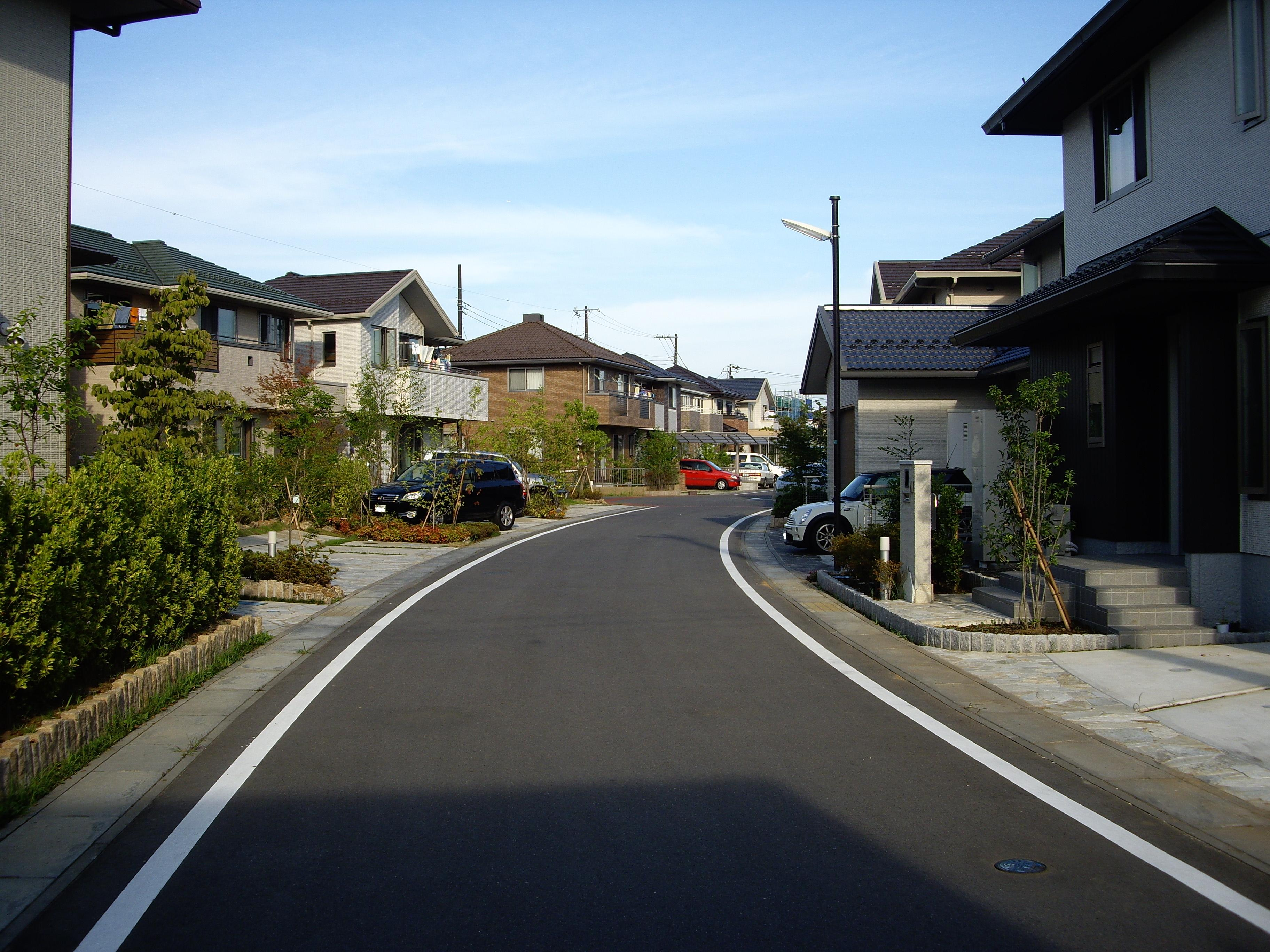
久保ケ丘四丁目

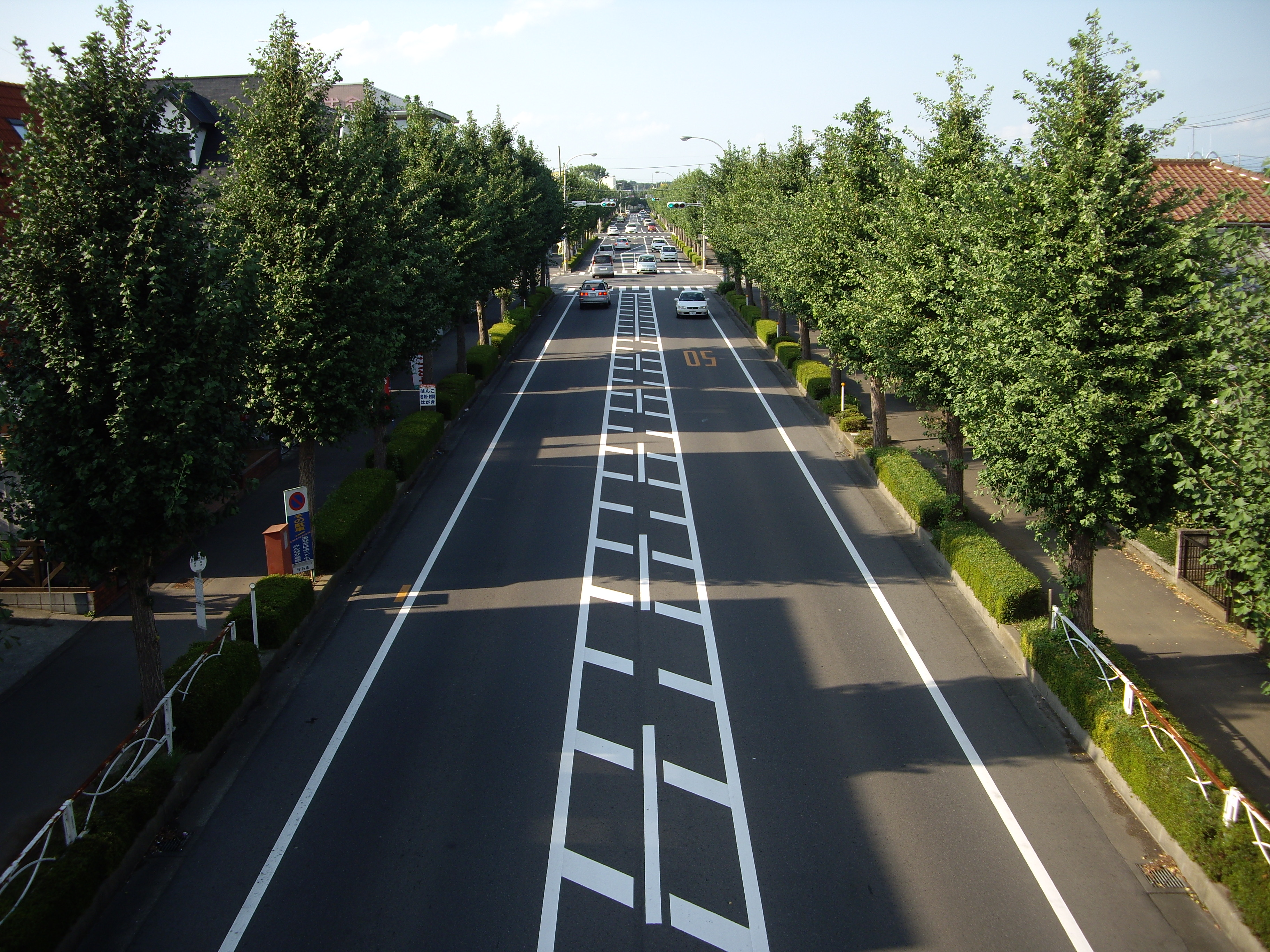
久保ケ丘二丁目（ふれあい道路）

久保ケ丘（くぼがおか）は、茨城県守谷市の地名。一丁目から四丁目まである。土地区画整理事業により立沢、大山新田の一部から新設された。郵便番号は302-0104。
　

## 地理
守谷市北部、常総ニュータウン北守谷地区の北東部に位置する閑静な住宅街である。北部は常総ニュータウン絹の台地区と接し、地区の境に小川の流れる遊歩道｢せせらぎの小路｣が整備されている。南部は新守谷の駅前へ通じる北守谷地区のメイン通り（北守谷板戸井線）、地域の西部は常総ふれあい道路が通る。
一丁目に久保ケ丘交番・守谷市文化会館・伊藤ハム中央研究所、二丁目にサンテラス守谷がある。
東、南は御所ケ丘、西は松前台、北はつくばみらい市絹の台と接している。

### 地価
住宅地の地価は、2014年（平成26年）1月1日の公示地価によれば、久保ケ丘2丁目10番2の地点で7万8800円/m2となっている。

## 歴史
元は立沢・大山新田の一部で、山林を中心とした地域となっていた。1949年（昭和24年）6月になると、満州より引き上げてきた大八洲開拓団により入植が行われ、地域の大部分は新興開拓地域「素住台」（全21戸）へと変貌した。その後、日本住宅公団（現:都市再生機構）によってニュータウン開発の計画が浮上し、1972年（昭和47年）末までに素住台住人の立ち退きが完了。その後、区画整理事業が行われ、1982年（昭和57年）に常総ニュータウン北守谷の街びらきが行われ、その後は住宅街となっている。素住台の名は現在では北守谷遊歩道の「素住台歩道橋」にその名が残るのみである。

### 地名の由来
従前の大字立沢の小字に｢久保｣が付くものが複数あったことによる。また、大八洲開拓団開発地の名称｢素住台｣は、1949年（昭和24年）当時の北相馬地方事務所主事の命名による。

### 沿革
- 1948年（昭和23年） 北相馬郡大井沢村立沢地区の山林開放が具体化し、開拓計画を樹立。大井沢村を主体に、（旧）守谷町、内守谷村の各一部を含めた地域において開拓計画が行われる。
- 1949年（昭和24年）
  - 5月 素住台地区（現在の守谷市久保ケ丘周辺）鍬入れ。
  - 6月 素住台地区開墾鍬入式。
- 1950年（昭和25年）春 守谷町大原地区（現在の守谷市松並北部）に別れて開墾が行われる。
- 1972年（昭和47年）12月30日 常総ニュータウン北守谷の開発に伴う立ち退きがほぼ完了する。
- 1982年（昭和57年）4月 常総ニュータウン北守谷の街びらきが行われる。
- 1985年（昭和60年）5月24日 立沢、大山新田の各一部より、北相馬郡守谷町久保ケ丘一丁目 - 四丁目を新設。

## 町名の変遷
| 実施後         | 実施年月日    | 実施前（各大字ともその一部） |
| -------------- | ------------- | ---------------------------- |
| 久保ケ丘一丁目 | 1985年5月24日 | 立沢                         |
| 久保ケ丘二丁目 | 1985年5月24日 | 立沢                         |
| 久保ケ丘三丁目 | 1985年5月24日 | 立沢                         |
| 久保ケ丘四丁目 | 1985年5月24日 | 立沢、大山新田               |

## 世帯数と人口
2025年（令和7年）6月1日現在の世帯数と人口は以下の通りである。
| 丁目           | 世帯数    | 人口    |
| -------------- | --------- | ------- |
| 久保ケ丘一丁目 | 319世帯   | 677人   |
| 久保ケ丘二丁目 | 184世帯   | 447人   |
| 久保ケ丘三丁目 | 275世帯   | 643人   |
| 久保ケ丘四丁目 | 497世帯   | 1,201人 |
| 計             | 1,275世帯 | 2,968人 |

## 交通
首都圏新都市鉄道つくばエクスプレス・関東鉄道常総線守谷駅から新守谷駅、小絹駅、北守谷公民館などを結ぶ路線バスが地域内を走っている。
路線バス
地域内には「久保ケ丘一丁目」、「立沢公園」、「久保ケ丘東」、「久保ケ丘三丁目」、「素住台歩道橋」、「久保ケ丘」、「せせらぎの小路」、｢御所ケ丘｣、｢文化会館前｣の9つの停留所がある。
| 系統                             | 主要経由地                                                       | 行先               | 運行会社 |
| -------------------------------- | ---------------------------------------------------------------- | ------------------ | -------- |
|                                  | 久保ケ丘三丁目・立沢公園・久保ケ丘一丁目・北守谷橋               | 新守谷駅           | ■関鉄    |
| 深夜                             | 久保ケ丘・せせらぎの小路・絹の台                                 | 小絹中学校         | ■関鉄    |
| 急行                             | 素住台歩道橋・久保ケ丘・せせらぎの小路・きぬの里・自然博物館入口 | 岩井バスターミナル | ■関鉄    |
| 急行                             | 素住台歩道橋・久保ケ丘・せせらぎの小路・きぬの里・自然博物館入口 | 猿島バスターミナル | ■関鉄    |
| 急行                             | 文化会館前・御所ケ丘・第一病院前・松前台五丁目                   | 北守谷公民館       | ■関鉄    |
|                                  | 久保ケ丘一丁目・立沢公園・久保ケ丘三丁目・松前台五丁目           | 守谷駅西口         | ■関鉄    |
|                                  | せせらぎの小路・久保ケ丘・素住台歩道橋・前川製作所前             | 守谷駅西口         | ■関鉄    |
| 急行                             | 御所ケ丘・文化会館前・新守谷駅入口                               | 守谷駅西口         | ■関鉄    |
| 備考 深夜は23時以降・料金5割増。 |                                                                  |                    |          |

また、地域内の一部のバス停留所は、当初の名称より変更が行われている。
- 文化会館前←ショッピングセンター

## 小・中学校の学区
市立小・中学校に通う場合、学区は以下の通りとなる。
| 丁目   | 番地 | 小学校         | 中学校         |
| ------ | ---- | -------------- | -------------- |
| 一丁目 | 全域 | 御所ケ丘小学校 | 御所ケ丘中学校 |
| 二丁目 | 全域 | 御所ケ丘小学校 | 御所ケ丘中学校 |
| 三丁目 | 全域 | 御所ケ丘小学校 | 御所ケ丘中学校 |
| 四丁目 | 全域 | 御所ケ丘小学校 | 御所ケ丘中学校 |

## 施設
- 久保ケ丘交番 - 久保ケ丘一丁目19番地5
- 守谷市文化会館 - 久保ケ丘一丁目19番地2
- 守谷久保ケ丘郵便局 - 久保ケ丘一丁目19番地4
- 立沢公園 - 久保ケ丘一丁目21番地（41,000m2・近隣公園）
- すずめ公園 - 久保ケ丘四丁目5番地（2,496m2・街区公園）
- 北守谷遊歩道
- せせらぎの小路
- アピタ守谷店 （閉店済）- 久保ケ丘二丁目1番地1
- ゲオ守谷久保ケ丘店 - 久保ケ丘四丁目23番地
- 伊藤ハム中央研究所 - 久保ケ丘一丁目2番地1

## 参考サイト
- 守谷市役所